# Kunar (provincie)
Kunar (ook wel gespeld als Konar) (Pasjtoe: کونړ) is een van de 34 provincies van Afghanistan en ligt in het noordoosten van het land. De hoofdstad van de provincie Kunar is Asadabad.
Tegenwoordig geldt Kunar als een van de "N2KL"-provincies (samen met Nooristan, Nangarhar en Laghman), het gebied aan de Afghaanse zijde van de Durand Line.

## Naam
Over de betekenis van de provincienaam Kunar bestaan twee theorieën. De ene gaat over de aankomst van Alexander de Grote (zijn geboortenaam is volgens velen Iskandar en onder deze naam is hij ook bekend in het oosten) in deze regio. Hij zou het toen Kon-Nar hebben genoemd, wat gebergte (kon) en rivier (nar) zou betekenen. Hierbij wordt verwezen naar de geografie van deze regio. In Kunar zijn namelijk twee hooggebergten, met in het midden de Kunar rivier. De tweede theorie stelt dat in het leger van Alexander de Grote een Pers zat die, toen zijn leger was aangekomen in deze regio, had geroepen "Koh-Nar", wat in het Perzisch waar is de man betekent. Dat zou in dit geval hebben betekend: is er een man die het tegen ons kan opnemen. Uiteindelijk leed Alexander de Grote hier zijn eerste en enige nederlaag in een veldslag en aangenomen wordt dat deze regio daarna (Koh-Nar) werd genoemd, met de achterliggende gedachte dat ze hier aan Alexander de Grote  hebben laten zien wie de man was. Van beide theorieën wordt de tweede aangenomen als de meest waarschijnlijke. Maar beide zoeken het dus bij Alexander de Grote.

## Geografie
Kunar ligt in het noordoosten van Afghanistan. Het grenst in het zuiden aan de provincie Nangarhār, in het westen aan Laghmān, in het noorden aan Nūristān en het oosten aan de provincie Pakhtunkhwa/Afghania. De provincie Kunar omvat een gebied van totaal 4339 km². Het overgrote deel (86%) van de provincie bestaat uit gebergte of bergachtig gebied. Zo'n 12% van Kunar bestaat uit vlak land.

## Bestuurlijke indeling
De provincie Kunar is onderverdeeld in 15 districten:
- Asadabad
- Bar Kunar
- Chapa Dara
- Chawkay
- Dangam
- Da Pech Dara
- Ghaziabad
- Khas Kunar
- Marawara
- Narang
- Nari
- Nurgal
- Shaygal wa shiltan
- Sirkanay
- Watapur

Badakhshān · Bādghīs · Baghlān · Balkh · Bāmyān · Dāykundī · Farāh · Fāryāb · Ghaznī · Ghōr · Helmand · Herāt · Jowzjān · Kābul · Kandahār · Kāpīsā · Khōst · Kunar · Kunduz · Laghmān · Lōgar · Nangarhār · Nīmrōz · Nūristān · Paktiyā · Paktīkā · Panjshayr · Parwān · Samangān · Sar-e Pul · Takhār · Uruzgān · Wardak · Zābul